# Sándor Mátrai
Sándor Mátrai (Nagyszénás, 20 de novembro de 1932 - 30 de maio de 2002) foi um futebolista húngaro, que atuava como defensor.

## Carreira
Sándor Mátrai fez parte do elenco da Seleção Húngara de Futebol na Copa do Mundo de 1958, 1962 e 1966.